# Kim Jun-ho (szermierz)
Kim Jun-ho (kor.: 김 준호, ur. 26 maja 1994 w Hwaseong) – południowokoreański szablista, złoty medalista olimpijski i wielokrotny medalista mistrzostw świata.
Podczas igrzysk olimpijskich w Tokio Koreańczycy w składzie: Kim Jung-hwan, Oh Sang-uk, Gu Bon-gil i Kim Jun-ho zdobyli złoty medal w drużynie. Nie startował tam w rywalizacji indywidualnej. 
Kilkukrotnie zdobywał medale mistrzostw świata w drużynie: złote na MŚ w Lipsku (2017), MŚ w Wuxi (2018), MŚ w Budapeszcie (2019) i MŚ w Kairze (2022) oraz srebrny podczas MŚ w Mediolanie (2023). Zdobył także brązowy medal indywidualnie na MŚ w Wuxi (2018), ustępując tylko Kim Jung-hwanowi i Eliemu Dershwitzowi z USA.
Ponadto zdobył drużynowo złote medale na igrzyskach azjatyckich w Dżakarcie (2018) i igrzyskach azjatyckich w Hangzhou (2022).